# Balmorhea
Balmorhea (da pronunciare "balmorei") è un gruppo rock minimalista originario di Austin (Texas, Stati Uniti), fondato nel 2006 da Rob Lowe e Michael Muller.
La band ha prodotto 7 album discografici, il primo dei quali, il "self-titled" Balmorhea, è stato pubblicato nell'aprile 2007.
Le loro influenze maggiori provengono da Ludovico Einaudi, The Six Parts Seven, Claude Debussy, Ludwig van Beethoven, Rachel's, Gillian Welch, Max Richter, Arvo Pärt e John Cage.

## Formazione
- Rob Lowe — chitarra, pianoforte, melodica, banjo
- Michael Muller — chitarra, banjo, pianoforte
- Aisha Burns — violino
- Dylan Rieck — violoncello
- Travis Chapman — contrabbasso
- Kendall Clark — percussioni

## Discografia

### Album
- 2007 - Balmorhea
- 2008 - Rivers Arms
- 2009 - All Is Wild, All Is Silent
- 2010 - Constellations
- 2011 - Live at Sint - Elisabethkerk
- 2012 - Stranger
- 2017 - Clear Language

### EP
- 2008 - Tour EP
- 2014 - HEIR EP

### Singoli
- 2010 - Candor/Clamor (7")